# Demonax gregalis
Demonax gregalis är en skalbaggsart som beskrevs av Charles Joseph Gahan 1907. Demonax gregalis ingår i släktet Demonax och familjen långhorningar. Inga underarter finns listade i Catalogue of Life.